# Mistrovství Evropy v zápasu řecko-římském 1929
Mistrovství Evropy v zápasu řecko-římském 1929 se konalo v Dortmundu, Výmarská republika. 

## Výsledky

### Muži
| Kategorie | Zlato           | Stříbro           | Bronz               |
| --------- | --------------- | ----------------- | ------------------- |
| 58 kg     | Sven Martinsen  | Erland Nielsen    | Antonín Nič         |
| 62 kg     | Folke Hernström | Aage Torgensen    | Eugen Fleischmann   |
| 67,5 kg   | Eduard Sperling | Torsten Bergström | Silvio Tozzi        |
| 75 kg     | József Tunyogi  | Väinö Kokkinen    | Ivar Johansson      |
| 82,5 kg   | Onni Pellinen   | Robert Rupp       | Sanfried Söderqvist |
| +82,5 kg  | Georg Gehring   | Rudolf Svensson   | Josef Urban         |